# Ralf-Uwe Beck

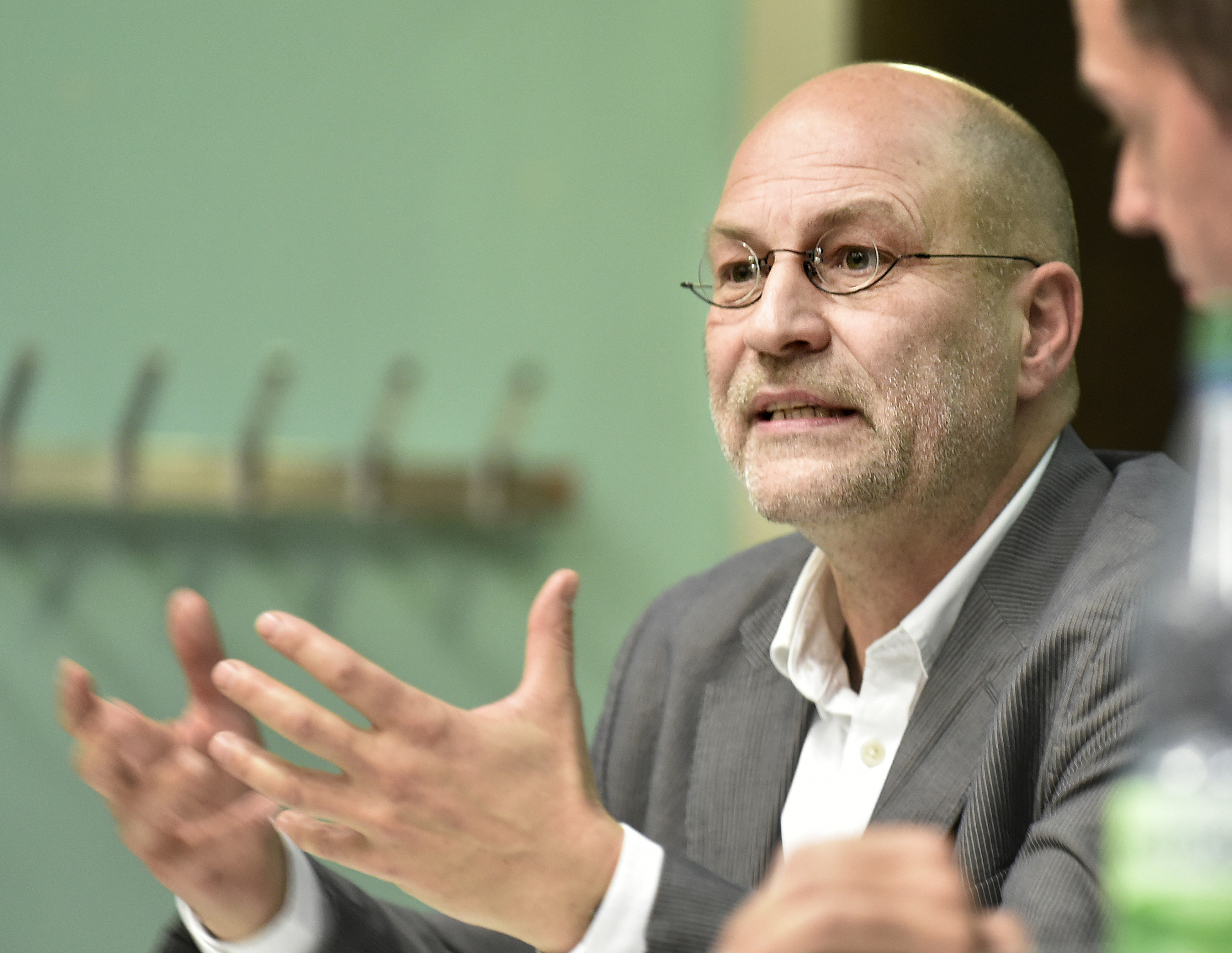
Ralf-Uwe Beck (2016)

Ralf-Uwe Beck (* 20. Februar 1962 in Eisenach) ist ein evangelischer Theologe, Bürgerrechtler und Autor.

## Leben und Beruf
Beck hat nach einer Ausbildung zum Traktoristen von 1982 bis 1987 in Jena Evangelische Theologie studiert und war von 1987 bis 1995 Gemeindepfarrer in Pferdsdorf bei Eisenach im Grenzgebiet. Von 1995 bis 2002 war er als Umweltbeauftragter, ab 2000 auch als Fundraiser der Evangelisch-Lutherischen Kirche in Thüringen tätig. Von 2002 bis 2009 war er Pressesprecher von Landesbischof Christoph Kähler, seit 2004 auch Referatsleiter Presse- und Öffentlichkeitsarbeit im Landeskirchenamt der 2009 fusionierten Evangelischen Kirche in Mitteldeutschland (EKM).

## Politische Arbeit
Beck hat 1985 eine freie Umweltgruppe in Jena gegründet und war ab 1987 im Arbeitskreis Umweltschutz der Kirchgemeinde Eisenach aktiv. Er wurde noch vor dem Mauerfall Mitglied im Bund für Umwelt und Naturschutz Deutschland e. V. (BUND) und war 1990 Mitgründer des BUND Thüringen. Er war bis 2000 dessen Landesvorsitzender. Heute ist er Ehrenvorsitzender des BUND Thüringen. Von 1992 bis 2001 war er auch Mitglied im BUND-Bundesvorstand, ab 1993 als Stellvertretender Bundesvorsitzender.
Seit 1997 engagiert sich Beck für den Verein Mehr Demokratie e. V., ist seitdem Sprecher des 21 Organisationen starken Bündnisses für Mehr Demokratie in Thüringen. Das Bündnis hat in Thüringen zwei Volksbegehren zum Erfolg geführt, die Beck als Vertrauensperson begleitet hat: 2000 zur Reform der Volksbegehren selbst und 2008 zur Reform der kommunalen direkten Demokratie. Beck ist Sprecher des im Januar 2010 gegründeten Landesverbandes Thüringen von Mehr Demokratie e. V. und seit Mai 2010 ebenfalls Mitglied und Sprecher des Bundesvorstandes des Vereins.
Nach der thüringischen Landtagswahl 2009 war unter anderem Beck als ein möglicher Kompromisskandidat für das Amt des Ministerpräsidenten in einer rot-roten Landesregierung im Gespräch. Da es zur Bildung einer CDU-geführten Koalition mit der SPD kam, ging das Amt des Ministerpräsidenten an Christine Lieberknecht.
2009 war Beck Mitglied der 13. Bundesversammlung.
Im Frühjahr 2017 haben Ralf-Uwe Beck, Klaus Töpfer und Angelika Zahrnt eine Initiative für die Einsetzung einer Enquete-Kommission „Fluchtursachen“ beim Deutschen Bundestag gestartet. Der Aufruf wurde von 150 Trägerinnen und Trägern des Bundesverdienstkreuzes unterzeichnet.
Die Forderung wurde 2018 in den Koalitionsvertrag von CDU, CSU und SPD aufgenommen. Am 3. Juli 2019 hat das Bundeskabinett eine Fachkommission „Fluchtursachen“ eingesetzt und 24 Mitglieder berufen.
Der 200-seitige Bericht der Fachkommission „Krisen vorbeugen, Perspektiven schaffen, Menschen schützen“ wurde am 18. Mai 2021 veröffentlicht. Um die Forderungen aus dem Bericht zu vertiefen und zu verstärken, haben Beck, Töpfer und Zahrnt 2022 das Buch „Flucht. Ursachen bekämpfen, Flüchtlinge schützen. Plädoyer für eine humane Politik“ herausgegeben.

## Kunst
Beck ist beteiligt an der 1990 gestarteten Kunst-Aktion Baumkreuz. Die Aktion wurde bis 2014 getragen von dem in der Tradition von Joseph Beuys stehenden Unternehmen Wirtschaft und Kunst – erweitert gGmbH, seit 2015 vom BUND Thüringen.
Beim Gedichtwettbewerb der Bibliothek deutschsprachiger Gedichte war Beck 2012, 2013 und 2019 unter den Preisträgern; 2003 hat er den 3. Preis gewonnen.
Beck arbeitet seit 1989 mit dem Jazz-Pianisten Alexander Blume zusammen: Öko-Jazz-Messen (1989/90); Tschernobyl-Requiem (1993–99, Hilfsprojekt Ukraine); 500 Jahre Reformation (2017/2021/2022); CD „Die Sonne ist eine Malerin“ (2020, Kindergedichte, Hilfsprojekt Jordanien); musikalisches Schauspiel „verdammt heilig“ (2022, Thema Flucht).

## Auszeichnungen
Am 13. Dezember 2008 wurde Ralf-Uwe Beck von der Redaktion und den Lesern der Thüringer Allgemeinen zum drittwichtigsten Thüringer Bürger gewählt.
Am 1. Oktober 2015 wurde Beck für sein 30-jähriges Engagement für Naturschutz, Bürgerrechte und Demokratie von Bundespräsident Joachim Gauck das Bundesverdienstkreuz am Bande verliehen.